# Harry Charles Lamacraft
Harry Charles Lamacraft (Cipping Barnet, 1911 - Nederland, 3 mei 1943) was een Brits amateur-motorcoureur. 
Hoewel hij nooit grote wedstrijden won, was H.C. Lamacraft een enthousiast deelnemer aan wedstrijden op het eiland Man en op Brooklands. 
In 1931 startte hij met een Velocette KTT in de 350cc-Junior race van de Manx Grand Prix. Hij bleef aan de MGP deelnemen tot hij in 1934 promoveerde naar de meer professionele Isle of Man TT. Hij werd tiende in de Junior TT, maar zijn beste resultaat was de negende plaats in de 250cc-Lightweight TT van 1936, die hij met een 250cc-Excelsior behaalde. Op Brooklands scoorde hij een Gold Star omdat hij een snelheid van meer dan 100 mijl per uur haalde. Voor het hogesnelheidscircuit van Brooklands experimenteerde hij ook met een Velocette KTT Mk V met compressor. 
Tijdens de Tweede Wereldoorlog ging hij bij de Royal Air Force, waar hij als flight sergeant navigator diende. Tijdens een missie boven Nederland om een electriciteitscentrale te bombarderen werd zijn Lockheed Ventura-bommenwerper neergeschoten. Hij was toen 32 jaar oud. Hij werd begraven op de Begraafplaats Rusthof in Leusden. Hij liet zijn echtgenote Ruby May achter.